# Joe Bushkin
Joe Bushkin (New York, 7 novembre 1916 – Santa Barbara, 3 novembre 2004) è stato un pianista, trombettista jazz statunitense.

## Biografia

### Vita e carriera
Nato a New York, Bushkin ha iniziato la sua carriera suonando tromba e pianoforte con gruppi di danza di New York, tra cui la Frank Lamare’s Band al Roseland Ballroom di Brooklyn. Si unì alla band di Bunny Berigan nel 1935, suonò con Eddie Condon dal 1936 al 1937 e con Max Kaminsky e Joe Marsala, prima di riunirsi a Berigan nel 1938. Nel 1939 si unì alla Muggsy Spanier’s Ragtime Band.
Dalla fine degli anni trenta fino alla fine degli anni quaranta, lavorò anche con Tommy Dorsey e Eddie Condon su dischi, radio e televisione. Ha lavorato alla colonna sonora di Avventura al Marocco (1942), con Bing Crosby, e diverse sessioni commerciali. Durante la guerra, l'United States Army Air Corps lo trasformò di nuovo in un trombettista; registrò anche con Lester Young al pianoforte e diresse musica per Vittoria alata di Moss Hart a Broadway per sei mesi prima di servire nel Sud Pacifico. Dopo il suo servizio nella seconda guerra mondiale ha lavorato con Louis Armstrong, Bud Freeman e Benny Goodman.
Bushkin si esibì con Louis Armstrong e i suoi All Stars con Velma Middleton cantando per il nono concerto di Cavalcade of Jazz tenuto al Wrigley Field di Los Angeles. Il concerto fu prodotto da Leon Hefflin Sr. il 7 giugno 1953. In quel giorno erano presenti anche Roy Brown e la sua Orchestra, Don Tosti e i suoi Jazzmen Messicani, Earl Bostic, Nat "King" Cole e Shorty Rogers e la sua Orchestra.
La sua composizione più nota potrebbe essere "Oh! Look at Me Now", con John DeVries, scritta quando lavorava nella band di Tommy Dorsey nel 1941. Quella canzone divenne il secondo successo di Frank Sinatra e una delle sue canzoni più durature, subito dopo "Polka Dots and Moonbeams".
Una delle apparizioni televisive di Bushkin fu nello speciale musicale di Judy Garland prodotto per il General Electric Theater che andò in onda l'8 aprile 1956 sulla CBS Television Network. Secondo Coyne Steven Sanders, autore del libro Rainbow’s End: The Judy Garland Show, Bushkin fu il sostituto dell'ultimo minuto del pianista classico Leonard Pennario. In quel programma, accompagnò la Garland al pianoforte mentre cantava "Last Night When We Were Young" e "Life Is Just a Bowl of Cherries".
All'età di 60 anni, il semi-pensionamento di Bushkin fu interrotto da un'offerta di Bing Crosby per un tour insieme nel 1976 e nel 1977; Bushkin apparve anche nello speciale televisivo di Natale del 1975 di Crosby con Fred Astaire. Nel 1984 si è anche esibito in una serie di concerti al St. Regis Hotel di New York per celebrare i suoi 50 anni nel mondo dello spettacolo.

## Vita privata
Sposò Francice Oliver Netcher, sorella maggiore della socialite Mollie Wilmot. La coppia ebbe quattro figlie, Mrs. Nina Judson, Mrs. Maria Stave, Mrs. Tippy Bushkin e Mrs. Christina Merrill. Vivevano a Santa Barbara, in California, in un ranch.
Joe Bushkin morì di polmonite a Santa Barbara, California, nel 2004 La sua vedova morì nel 2011, all'età di 91 anni.

## Discografia
- 1950 I Love a Piano (Atlantic)
- 1950 Piano Moods - Joe Bushkin (Columbia)
- 1951 After Hours con Joe Bushkin (Columbia)
- 1954 Piano and Rhythm (Royal)
- 1955 The Jazz Keyboards, compilation con Lennie Tristano, Marian McPartland, Bobby Scott (Savoy)
- 1956 A Fellow Needs a Girl (Capitol)
- 1956 Midnight Rhapsody (Capitol)
- 1956 At Twilight con Eddie Heywood (Epic)
- 1957 Skylight Rhapsody (Capitol)
- 1957 Bushkin Spotlights Berlin (Capitol)
- 1958 Blue Angels (Capitol)
- 1958 Nightsounds (Capitol)
- 1958 I Get a Kick Out of Porter (Capitol)
- 1958 Piano After Midnight con Buck Clayton (Fontana)
- 1959 Listen to the Quiet (Capitol)
- 1964 In Concert, Town Hall (Reprise)
- 1966 Night Sounds San Francisco con Marty Paich (Decca)
- 1977 Play It Again Joe (United Artists)
- 1979 The World Is Waiting con Mel Powell (Commodore)

Con Ruth Brown
- Ruth Brown (Atlantic, 1957)[10]

Joe Bushkin & His Swinging Strings. Dar'ling (for Tallulah)/Portrait of Tallulah n. 2 Columbia records cat# 3-39214 7 pollici Lp.